# 韋蘭 (紐約州村)
韋蘭（英語：Wayland）是位於美國紐約州斯托本縣的村。

## 人口
根據2020年美國人口普查的數據，韋蘭的面積為3.08平方千米，當中陸地面積為2.93平方千米，而水域面積為0.15平方千米。當地共有人口1680人，而人口密度為每平方千米545人。